# 人吉藩
人吉藩（ひとよしはん）は、肥後国南部の球磨（くま）地方を領有した藩。藩庁は人吉城（現在の熊本県人吉市）に置かれた。

## 略史
藩主家の相良氏は鎌倉時代初頭の建久4年（1193年）、この地の地頭に任ぜられた。その後戦国大名に成長し、江戸時代に入っても領主として存続し明治維新を迎えた極めて稀な藩の一つである。
天正15年（1587年）豊臣秀吉の九州征伐の際、老臣の深水長智は大友氏・島津氏の間に挟まれた小領主の苦衷を秀吉に訴えた。長智の奔走により当主の相良頼房（後の初代藩主・長毎）は領土を安堵された。
慶長元年（1596年）深水長智の甥・頼蔵と重臣・犬童頼兄との対立が激化しこれを石田三成が仲裁。結果、頼蔵が敗訴し彼の後ろ盾となっていた加藤清正の下に奔り、深水一族は頼兄により討たれた。これにより犬童頼兄は相良清兵衛頼兄と名乗り家老・執政となり相良家の中心的役割を果たしてゆくこととなる。
慶長5年（1600年）の関ヶ原の戦いでは、事件の仲裁に立った三成への恩義から当初西軍に付いた。しかし頼兄は日向国の小領主である秋月種長・高橋元種らとともに東軍への寝返りを実行した。その結果、彼らは徳川家康より旧領を安堵され各自立藩した。
人吉藩は薩摩藩とよく似た中世の名残を残した行政機構となっていた。その1つは外城制である。領内には14の外城があり、それぞれに数人の家臣が居住し領地と領民の支配を行った。兵農分離がなされておらず、半農半兵の無給郷士が人口の約3分の1を占めていた。また、キリシタン禁制とともに浄土真宗本願寺派禁制を厳守していたことも薩摩藩と同じである。
藩財政は初期には、「長崎買物」と称される商売により潤っていた。長崎買物とは色緞子（いろどんす）・毛氈（もうせん）・天鵞絨（びろうど）など舶来織物を藩が長崎で買い、京都で販売することで利潤を上げるというものである。
また、新田開発に力を注ぎ寛永年間には2万1000石もの新田が開発された。また、日本三大急流の一つである球磨川は舟の遡行が不可能と考えられていたが、商人の林正盛が寛文5年（1665年）に河川改修工事を完成させ、これにより河口の八代までの水路が確保されて産物の搬出入が容易になった。これに伴い、熊本藩細川家の許可を得て八代に舟場を設けると、球磨と八代の間の物流が球磨川で行われるようになった。
しかし、幕府手伝いや藩邸改修、度々の球磨川の氾濫やウンカの発生等により次第に財政は悪化していった。宝暦年間に於ける100石取りの藩士の実質高は、およそ3分の1の36石にまで減少している。さらに、150石取り以上の藩士は馬を所持することが義務付けられていたため、ギリギリの禄高の者は殊更に窮乏に喘いだ。にもかかわらず、藩財政が悪化した江戸時代中期以降、藩主が短命で頻繁に交代したため改革に手を付けることができず、また、藩内の対立（後述）が改革の手を鈍らせていた。
江戸時代後期には苧（お）、椎茸、茶などの栽培を奨励し財源確保に努めたが、藩内抗争の煽りを受けたこともあり功を奏しなかった。
幕末の文久2年（1862年）には人吉城下は「寅助火事」と呼ばれる大火に見舞われ、財政は大きな痛手を被った。
明治4年（1871年）に廃藩置県により人吉県となったのち、八代県、白川県を経て熊本県に編入された。明治2年（1869年）相良家は華族に列し、明治17年（1884年）子爵となった。

## 藩内抗争
人吉藩では深水氏と犬童氏の対立に始まり、門葉（相良一族、小衆議派と呼ばれる）と家老（大衆議派）との対立が絶えず、たびたびお家騒動・事件が起こった。古くからの小領主ゆえに門葉が数家あり、また家臣も古くからの存在で、互いの権利主張が当主の権力を小さくしていった。しかし、これほど多数の騒乱が起こった藩は極めて珍しい。一方、同じく古くからの小領主であった大村氏は、大村藩の初期段階で強制的に改革を行い藩主の権力を強化し、それにより藩内を纏めることに成功している。

### お下の乱
お下の乱 / 御下の乱（おしものらん）は、別名、相良清兵衛事件あるいは田代半兵衛の反とも呼ばれる。2代藩主頼寛は寛永17年（1640年）重臣であり次第に権力を増幅していった相良清兵衛頼兄(犬童頼兄)の専横を、幕府に対し訴え裁可を仰いだ。頼兄は江戸へ召還され小田原藩仮預かりとなった。この間に江戸屋敷より国許への使者として神瀬外記、深水惣左衛門が遣わされた。使いの内容は、頼兄の養子（義子）である田代半兵衛頼昌（犬童半兵衛とも）を引き続き藩士として取り立てる、というものであった。しかし、半兵衛は既に頼兄の処分を知っており、「お下屋敷」と呼ばれる頼兄の屋敷に呼ばれた外記と惣左衛門は半兵衛らに襲われる。惣左衛門は無事に逃げのびるも、外記は捕えられ全ての指を切られた上で殺害された。そして頼兄の一族はお下屋敷に立て籠もり、藩兵がこれを取り囲み戦闘となった。結局、頼兄の一族全員が討死または自害により121名が死亡した。これがお下の乱と呼ばれる事件である。
頼兄は幕府の裁定により遠流（津軽藩預かり）となり、弘前で明暦元年（1655年）に88歳で客死している。

### 村上一族鏖殺事件
村上一族鏖殺事件（むらかみいちぞくおうさつじけん）は、お下の乱の4年後の正保2年（1645年）に起きた事件である。300石取りの上士である村上顕武が、一族を招いて先祖供養の法要をおこなっている最中に、顕武の養子である角兵衛とその実兄である柳瀬長左衛門が乱入し、一族約70名を惨殺した。直後に角兵衛と長左衛門は自決している。角兵衛の生母の出自が低身分だったために、顕武の妻が養子縁組に反対して夫に訴え、顕武も養子縁組を一時中断したために起こった事件であるとされている。

### 竹鉄砲事件
竹鉄砲事件（たけでっぽうじけん）は、8代藩主頼央が鉄砲により暗殺された事件である。別名、御手判銀事件とも呼ばれる。元々相良家の記録にはなく、秘匿されていた事件であるが、渋谷季五郎が相良家近世文書を整理中に偶然発見し判明した。
発端は7代頼峯の宝暦5年（1755年）に領内を襲った大水害である。藩は当時すでに財政が逼迫していたが、この大水害により藩士の生活は壊滅的な打撃を受けた。翌宝暦6年（1756年）、藩士救済策として、家老・万江長右衛門らの大衆議派が希望者に対し御手判銀の貸し付けの触れを出した。しかしこの貸付は、その借り高に応じて家禄を渡す分を差し引くというものであり、100石取り以上の上給者らは、その返済方式では実質的に知行の削減となり藩士が一層貧困に喘ぐとして異を唱え、門葉方に訴え出た。実際、上給者で借り受けを請う者は無く、万江ら一同は謹慎に及ぶ。一方、相良頼母（後の頼央）ら門葉は、この一件を江戸の頼峯への報告する際、速やかに処分すべく万江を切腹にし、他の者を逼塞すべしとの密書を送っている（万江らは処分されず、謹慎も解かれた模様）。
宝暦7年（1757年）、藩主・頼峯は、帰国に際して従前どおり門葉（実は弟）の相良頼母を仮養子にしようとした。頼母は門葉の中心的人物であったため、家老・万江らはこれに反対し、連判状を提出するにいたった。しかし頼峯は、強硬な反対を押し切って頼母を仮養子として帰国した。ところが、頼峯を毒殺し頼母の擁立を企てがあるという遺書を残して、藩医・右田立哲が自殺するという事件が起こった。頼峯は吟味のうえ小衆議派を処罰した。
宝暦8年（1758年）、頼峯は江戸参府の途上発病し、江戸到着後死去した。死去により頼母が出府し、8代藩主・頼央となった。翌宝暦9年（1759年）6月に帰国した頼央は、その2ヶ月後に急死する。相良家の記録では、閏7月に体調を崩し薩摩瀬の別邸で療養していたが、病状が悪化し死亡したとされている。
しかし言い伝えによれば、薩摩瀬の別邸に滞在中の閏7月、鉄砲により狙撃され8月に至り死亡したという。藩は、銃声を子供の竹鉄砲（爆竹）であると誤魔化し、調査を求める訴えを取り上げなかったという。大衆議派と小衆議派が対立する中、小衆議派の中心人物であった藩主の抹殺を謀ったものと言われている。
また、これにより藩主相良家の血統は断絶し、以後約10年間、他家から晃長、頼完、福将、長寛の4人を相次いで継嗣に迎え入れるという不安定な家督相続を続け（内密の藩主すり替えも行っている）、なんとかお家断絶の危機を切り抜けていった。

### 茸山騒動
茸山騒動（なばやまそうどう）は、天保12年（1841年）に起こった百姓一揆である。14代藩主頼之は田代政典を家老に登用し藩政改革を推進した。その一環として豊後国より椎茸栽培を導入し座（特権商人制度）を設けた。作物への課税や椎茸山への入山禁止などに不満を抱いた藩内一円の農民約1万人が、特権商人宅などを打ち壊した。結果、政典は切腹し、座が廃止されることで収拾した。また、一揆を煽動したとして門葉の相良左仲頼直も切腹となった。左仲切腹の背景には、次期藩主長福の擁立をめぐって、擁立支持の家老派と擁立反対の門葉派との対立があったようである。

### 丑歳騒動
丑歳騒動（うしのとしそうどう）は、幕末の慶応元年（1865年）に起こった騒動である。文久2年（1862年）に発生した大火「寅助火事」により武器が焼失し、また西洋式軍隊の導入の必要性を感じた藩は、松本了一郎を起用し軍制改革に乗り出した。了一郎の一派は佐幕であり洋式派と呼ばれた。一方、江戸初期からの伝統である山鹿流軍制を守ろうとする家老らは勤王派であった。こうした軍制と政治の対立があったが、洋式派が優勢となりオランダ式軍制への改革が推進された。これに反発した勤王派は了一郎らを襲撃し洋式派14人を上意討ちにし、逆に勤王派が主導権を掌握した。その後、山鹿流、オランダ式とも廃止され薩摩藩よりイギリス式軍制が導入された。一連の騒動から藩内の改革が立ち後れ、明治維新では新政府軍に参加したものの目立った活躍はなかった。

## 歴代藩主
相良家
外様　2万2000石　　　
| 代 | 氏名                       | 肖像 | 官位                         | 在職期間                            | 享年 | 備考                                             |
| -- | -------------------------- | ---- | ---------------------------- | ----------------------------------- | ---- | ------------------------------------------------ |
| 1  | 相良頼房 さがら よりふさ   |      | 従五位下・宮内大輔・左衛門佐 | 天正13年 - 寛永13年 1585年 - 1636年 | 63   |                                                  |
| 2  | 相良頼寛 さがら よりひろ   |      | 従五位下・壱岐守             | 寛永13年 - 寛文4年 1636年 - 1664年  | 67   |                                                  |
| 3  | 相良頼喬 さがら よりたか   |      | 従五位下・遠江守             | 寛文4年 - 元禄16年 1664年 - 1703年  | 63   |                                                  |
| 4  | 相良頼福 さがら よりとみ   |      | 従五位下・志摩守             | 元禄16年 - 正徳2年 1703年 - 1712年  | 70   | 相良長秀の子                                     |
| 5  | 相良長興 さがら ながおき   |      | 従五位下・遠江守             | 正徳2年 - 享保6年 1712年 - 1721年   | 41   | 初名・頼以                                       |
| 6  | 相良長在 さがら ながあきら |      | 従五位下・遠江守             | 享保6年 - 元文3年 1721年 - 1738年   | 36   |                                                  |
| 7  | 相良頼峯 さがら よりみね   |      | 従五位下・志摩守             | 元文3年 - 宝暦8年 1738年 - 1758年   | 24   |                                                  |
| 8  | 相良頼央 さがら よりひさ   |      | 従五位下・遠江守             | 宝暦8年 - 宝暦9年 1758年 - 1759年   | 23   | 本来の相良氏の血統では最後の藩主。               |
| 9  | 相良晃長 さがら みつなが   |      |                              | 宝暦9年 - 宝暦12年 1759年 - 1762年  | 10   | 日向国高鍋藩主・秋月種美の三男。                 |
| 10 | 相良頼完 さがら よりさだ   |      | 従五位下・遠江守             | 宝暦12年 - 明和4年 1762年 - 1767年  | 19   | 鷲尾隆煕の二男。公式には晃長と同一人物。         |
| 11 | 相良福将 さがら とみもち   |      | 従五位下・越前守             | 明和4年 - 明和6年 1767年 - 1769年   | 20   | 美濃国苗木藩主・遠山友明の二男。初名・遠山友充。 |
| 12 | 相良長寛 さがら ながひろ   |      | 従五位下・壱岐守             | 明和6年 - 享和2年 1769年 - 1802年   | 62   | 備前国岡山藩主・池田宗政の二男。                 |
| 13 | 相良頼徳 さがら よりのり   |      | 従五位下・志摩守             | 享和2年 - 文政元年 1802年 - 1818年  | 83   |                                                  |
| 14 | 相良頼之 さがら よりゆき   |      | 従五位下・壱岐守             | 文政元年 - 天保10年 1818年 - 1839年 | 53   |                                                  |
| 15 | 相良長福 さがら ながとみ   |      | 従五位下・壱岐守             | 天保10年 - 安政2年 1839年 - 1855年  | 32   |                                                  |
| 16 | 相良頼基 さがら よりもと   |      | 従五位下・遠江守             | 安政2年 - 明治4年 1855年 - 1871年   | 45   |                                                  |

## 家臣団
筆頭家老
相良中務家 (800石-500石)  藩主一門。相良頼福三男, 榮長が祖。
榮長-頼直=頼匡-頼為=頼直-福直

## 幕末の領地
- 肥後国
  - 球磨郡 - 54村（全域）
- 日向国
  - 臼杵郡のうち - 4村